# Max Balard
Maximilien Balard (Sydney, 20 novembre 2000) è un calciatore australiano, centrocampista del NAC Breda.

## Carriera
Balard è cresciuto nel settore giovanile del C.C. Mariners dove ha debuttato in prima squadra, militante nella prima divisione australiana, nella stagione 2020-2021. Nel luglio del 2024 è stato acquistato a titolo definitivo dal NAC Breda.

## Statistiche

### Presenze e reti nei club
Statistiche aggiornate al 30 agosto 2024.
| Stagione        | Squadra         | Campionato      | Campionato | Campionato | Coppe nazionali | Coppe nazionali | Coppe nazionali | Coppe continentali | Coppe continentali | Coppe continentali | Altre coppe | Altre coppe | Altre coppe | Totale | Totale |
| Stagione        | Squadra         | Comp            | Pres       | Reti       | Comp            | Pres            | Reti            | Comp               | Pres               | Reti               | Comp        | Pres        | Reti        | Pres   | Reti   |
| --------------- | --------------- | --------------- | ---------- | ---------- | --------------- | --------------- | --------------- | ------------------ | ------------------ | ------------------ | ----------- | ----------- | ----------- | ------ | ------ |
| 2024-2025       | NAC Breda       | ED              | 4          | 0          | CO              | 0               | 0               |                    | -                  | -                  |             | -           | -           | 4      | 0      |
| Totale carriera | Totale carriera | Totale carriera | 4          | 0          |                 | 0               | 0               |                    | -                  | -                  |             | -           | -           | 4      | 0      |

## Palmarès

### Club

#### Competizioni internazionali
- Coppa dell'AFC: 1

C. C. Mariners: 2023-2024

#### Competizioni nazionali
- Campionato australiano: 1

C. C. Mariners: 2023-2024